# Hylarana macrodactyla
Espèce
Synonymes
- Rana macrodactyla (Günther, 1858)
- Rana trivittata Hallowell, 1861 "1860"
- Hylorana subcoerulea Cope, 1868

Statut de conservation UICN

 LC  : Préoccupation mineure
Hylarana macrodactyla est une espèce d'amphibiens de la famille des Ranidae.

## Répartition
Cette espèce se rencontre, :
- dans le sud-est de la République populaire de Chine dans les provinces du Guangdong, du Guangxi et de Hainan ainsi qu'à Hong Kong ;
- au Viêt Nam ;
- au Cambodge ;
- au Laos ;
- en Birmanie ;
- en Thaïlande ;
- en Malaisie péninsulaire.

## Publication originale
- Günther, 1858 : Catalogue of the Batrachia Salientia in the collection of the British Museum (texte intégral).